# Madonna Dreyfus
La Madonna Dreyfus (Madonna della melagrana) è un dipinto a olio su tavola (15,7×12,8 cm) attribuito a Leonardo da Vinci o Lorenzo di Credi e conservato nella National Gallery of Art di Washington. L'attribuzione a Leonardo è datata in genere al 1469 circa, facendone il primo dipinto su tavola autografo conosciuto, eseguito dal pittore all'età di circa diciassette anni; quella a Lorenzo di Credi al 1475-1480 circa, intendendola come una copia di un originale leonardesco perduto.

## Storia
L'opera è documentata per la prima volta nelle collezioni di Gustave Louis Dreyfus a Parigi. Dopo la sua morte nel 1914 passò ai suoi eredi, i quali nel 1930 decisero di metterla in vendita. Acquistata dalla ditta Duveen Brothers, nel 1951 venne venduta a Samuel H. Kress, che nel 1952 la donò al museo di Washington.

## Descrizione e stile
L'opera raffigura la Madonna col Bambino dentro una stanza, sullo sfondo di una parete scura su cui si aprono due finestre che danno su un luminoso paesaggio collinare, piuttosto generico. Il complesso impianto compositivo, con più fonti di luce in contrasto e con un parapetto in primo piano, sul quale pende il manto di Maria e sta in piedi il Bambino, derivano dall'arte fiamminga, all'epoca in voga più che mai a Firenze.
Maria tiene in mano una melagrana, simbolo di fertilità, ma anche prefigurazione del sangue della Passione per il colore rosso dei chicchi. Il Bambino, nudo, sta in piedi e con la manina prende alcuni chicchi e li porge verso la madre, che lo guarda con un'espressione ambigua, composta ma senza allegria, prefigurando la tragica sorte del figlio.
Notevoli sono le analogie con la successiva Madonna del Garofano (1473 circa, Alte Pinakothek, Monaco di Baviera), a partire dall'impianto compositivo, fino alla delicatezza quasi trasparente degli incarnati e la sobria ma realistica gestualità tra madre e figlio, con un analogo scambio reciproco. Il figlio muove un passetto incerto e rivolge, significativamente, lo sguardo verso l'alto. Simile è poi il braccio paffutello e arcuato del Bambino, oppure la spilla con una pietra circondata da perle che regge il manto della Vergine. Il volto di Maria e il trattamento finissimo dei capelli ricorda poi l'Annunciazione degli Uffizi (1472-1475 circa).
Di ascendenza verrocchiesca, sono invece il trattamento netto dei contorni (sebbene William Suida e Bernard Dagenhart vi colgano i primi sintomi di quella smaterializzazione del colore che divenne una delle caratteristiche più evidenti dello stile di Leonardo), e i contrasti cromatici soprattutto nel rosso e nel blu del vestito della Vergine, con riflessi quasi "marmorei", soprattutto nel lembo di tessuto sotto il Bambino.